# Natalia Corotcov-Scurtu
Natalia Isaakovna Corotcov-Scurtu (născută Natalia Itsakovna Reznik, căsătorită Korotkov; n. 5 octombrie 1906, Chișinău – d. 28 iulie 1981, București) a fost un om politic român, medic ginecolog și scriitoare. Este mama regizoarei Kira Muratova.

## Biografie
Natalia Itskovna (Isaakovna) Reznik s-a născut pe 5 octombrie (stil vechi) la Chișinău în 1906 într-o familie de evrei. În 1928, în timp ce studia la facultatea de medicină a Universității din Liège, ea a intrat în Partidul Comunist Belgian împreună cu sora ei Nadejda (Reznic) Stiers. A lucrat în departamentul de agitație și propagandă al departamentului de tineret al Partidului Comunist din Belgia (și aici și-a întâlnit viitorul soț, care a studiat la Politehnica din Gent.), pentru care în 1929 (an în carea obținut și diploma de medic) a fost expulzată din Belgia. Timp de aproximativ 6 luni 1929-1930 a lucrat ca doctor în Berlin, în 1930 s-a mutat la București, unde a fost redactorul publicației subterane Tânărul leninist (Tineretul Lenin) sub pseudonimul Natalia Scurtu și s-a căsătorit în 1932.
În 1933-1934 a locuit la Cernăuți, a lucrat ca medic în spitalul evreiesc al orașului și, împreună cu soțul ei, prin Cominternul din România, a fost secretar al comitetului regional de tineret al Partidului Comunist Român din Bucovina. În februarie 1934, a fost arestată pentru scurt timp împreună cu soțul și asociații ei în „Procesul celor 105 din Cernăuți”. Fiind însărcinată, a fost eliberată pentru scurt timp și s-a stabilit la Soroca, la mama soțului ei Yuri Alexandrovich Korotkov (rom. Gheorghe Corotcov; 15 ianuarie 1907, Osovice - 19 Septembrie 1941, Gura Roșie). Până în 1937, a fost secretar al comitetului raional subteran Soroca al Partidului Comunist din România. În 1936, a fost din nou arestată, condamnată de un tribunal militar din Iași la 3 ani de închisoare executați până în februarie 1939 la închisorile Doftana și Dumbrăveni (soțul ei fusese eliberat în decembrie 1938). În 1939-1940 - din nou, împreună cu soțul ei, la o muncă ilegală pe linia Cominternului din București, în același timp a lucrat ca medic la spitalul „Iubirea de oameni”. A fost membru al comitetului de redacție al revistei Comintern „Ajutorului Roșu” (1940).
Odată cu ocuparea Basarabiei de către URSS, la începutul lunii iulie 1940, s-a stabilit cu fiica sa în familia părinților la Chișinău (soțul ei a fugit în URSS câteva luni mai devreme), unde a fost numită director al Școlii de felceri și moașe. La începutul războiului, a fost evacuată din oraș împreună cu fiica sa, soțul ei a fost lăsat în oraș pentru a organiza lucrări subterane și a dispărut în toamna anului 1941. Conform documentelor descoperite într-o perioadă ulterioară, Yuri Korotkov a fost capturat de soldații români în timpul unei aterizări pe teritoriul ocupat și împușcat după două zile de interogatoriu pe 19 septembrie 1941 în timp ce încerca să evadeze în zona așezării Gura-Roșie. De precizat că la acel moment Iuri Korotkov făcea parte din Parlamentul RSS Moldovenească.
În primii ani ai războiului, a fost evacuată împreună cu fiica sa din Tașkent, unde a lucrat ca internă la Institutul Medical Tashkent. Începând cu anul 1942 a fost secretara Annei Pauker, directorul postului de radio România Liberă sub auspiciile Cominternului. În 1945 se înrolează ca medic în divizia „Horia, Cloșca și Crișan” unde primește gradul de sublocotenent și  revine în România.
În 1946, a fost trimisă să lucreze în Ministerul Culturii din Republica Socialistă România, a fost directorul companiei de cinematografie de stat, secretarul Comitetului de Stat pentru Cinematografie. În anii '50, a lucrat ca medic la maternitatea Polizu din București, apoi ca ministru adjunct al Sănătății al RSR.

## Activitatea literară
- Criminalii (București, Editura "Eminescu"), 1946
- Dumbrăveni, 1950
- Cartea unei tinere mame (București, Editura Medicală), 1961
- Domnișoara, Nuvele (București, Editura Cartea Românească), 1975

## Familia
Sora - Nadejda Isaakovna Stiers (născută Reznik, 20 noiembrie 1903, Chișinău – 29 aprilie 1983, București, România), membru al Partidului Comunist din Belgia în 1928-1947, și al Partidului Comunist din România în 1947-1983, farmacistă, a fost căsătorită cu jurnalistul belgian Eduard Stiers (fr.  Edouard Hubert Stiers , 1905-1942), care publica sub pseudonimul Ellie Sylvain; a fost arestată, în anii ocupației Belgiei și a fost internată în lagărul de concentrare Ravensbrück, a primit mai multe medalii și decorații belgiene și românești. În Belgia, ea a condus Uniunea lucrătorilor străini, Liga Femeilor Muncitoare împotriva Războiului și a Sărăciei (Ligue des femmes travailleuses contre la Guerre et la misère), a fost membru al Comitetului Central al Partidului Comunist din Belgia. După deces a fost incinerată iar urna se află la Crematoriul Cenușa alături de cea a surorii ei.

## Galerie
Natalia Scurtu, portret realizat de Corina Lecca-Pârvulescu - colecție personală Jeanne Lutic.
Natalia Corotcov-Scurtu, Gheorghe "Yuri" Corotcov și Nadejda Stiers (noiembrie 1933) – colecție personală Vlad Robert Lutic